# Behaarte Quastenamöbe
Die Behaarte Quastenamöbe (Trichamoeba pilosa) ist eine Art der Amoebozoa aus der Gattung der Trichamoeba. Sie kommt in Sümpfen zwischen Schwimmpflanzen vor.

## Merkmale
Trichamoeba pilosa ist keulchen- oder knochenförmig, 180 Mikrometer lang und ungefähr 50 Mikrometer breit. Das Hinterende ist kolbig verdickt und weist viele stumpfe Plasmavorstülpungen auf. Die Art bewegt sich durch rasch vorne und seitliche vorgestoßene, flache Ektoplasmalappen. Im Ektoplasma sind spitze und helle Plasmadornen vorhanden.

## Belege